# Douglas 350cc-modellen
De Douglas 350cc-modellen zijn de 350cc-motorfietsmodellen die het Britse merk Douglas produceerde met uitzondering van de Douglas 2¾ HP-modellen en de T 35-serie, die eveneens 350 cc maten.

## Voorgeschiedenis
Douglas was in 1907 begonnen met de productie van motorfietsen die feitelijk gebaseerd waren op de Fairy 200cc-boxermotor van Joseph Barter, die inmiddels was overgestapt naar Douglas. Alle machines, (de Douglas 2¾ HP-modellen, de Douglas 3½ HP-modellen en de Douglas 4 HP-modellen) maakten gebruik van deze luchtgekoelde, dwarsgeplaatste, tweecilinder zijklep-boxermotoren. Tijdens de Eerste Wereldoorlog lag (vanaf 1917) de productie van civiele motorfietsen stil, maar Douglas leverde haar motorfietsen nog steeds via het War Office aan het Britse leger. Na de oorlog duurde het lang tot er nieuwe ontwikkelingen plaatsvonden. Douglas meldde de reden ook in de catalogi: "onze machines zijn zo goed dat ze niet verbeterd hoeven te worden". De motorcoureurs Cyril Pullin en Freddie Dixon traden in dienst van Douglas en Pullin ontwikkelde de 350cc-Douglas EW Sport, die uiterlijk niet veel verschilde van zijn voorgangers, maar zowel het motorblok als het frame waren verbeterd en het model had volledige kettingaandrijving. Al snel volgde een 600cc-versie van de EW. De ontwikkelingen van de racemotoren leverden uiteindelijk ook kopklepmotoren voor klanten op. Na de oorlog was de vraag naar Douglas-motorfietsen zo groot geworden, dat Douglas machines van het War Office terugkocht om ze weer aan klanten door te verkopen. Men ging zich ook serieuzer bezighouden met de motorsport, met namen de TT van Man, de snelheidsrecords op Brooklands, de Speedway en de Dirttrack. Daarom werd ook de “Research Association” opgericht om de speciale racemotoren te ontwikkelen.

## 350cc-modellen
De Douglas 2¾ HP-modellen hadden vrijwel uitsluitend zijklepmotoren gehad, maar met de komst van de Douglas OW stapte men deels over op kopklepmotoren. De zijkleppers werden door Cyril Pullin onder handen genomen en gemoderniseerd. Zijkleppers bleven in zwang omdat klanten er meer vertrouwen in hadden en bovendien moesten toeristisch ingestelde klanten door de 350-, 600- en 750cc-modellen bediend worden, want de Douglas 500cc-modellen waren bijna allemaal sportmotoren, clubmanracers en fabrieksracers.

### OW
Het model OW was waarschijnlijk een sportmotor, want het had bijna dezelfde specificaties als de RW 24 fabrieksracer. Men verwachtte echter niet dat de klant de machine zou aanduwen en daarom was er een kickstarter aangebracht. De OW was het eerste model waarbij de tank afliep van het balhoofd naar het zadel. De machine week ook af door de dummy belt rim brake en de schakelpook die naast de tank zat en niet boven op de tank. In 1925 werd de versnellingsbak boven de achterste cilinder geplaatst, net als bij de racers, maar hij zat aan het frame vast en niet aan de motor.

### RW 24
De RW 24 was een fabrieksracer die rechtstreeks was afgeleid van de RA 23/24 500cc-racers. De boring was teruggebracht van 60,8 naar 57 mm waardoor de cilinderinhoud op 347 cc kwam. De versnellingsbak zat boven de achterste cilinder, maar was aan de motor zelf bevestigd. De machine had twee carburateurs en om gewicht te sparen geen kickstarter, die ook niet nodig was omdat er bij races toch een duwstart was. Wellicht waren de machines niet op tijd klaar voor de Isle of Man TT van 1924, want er kwam geen enkele Douglas aan de start. In 1925 reden Jim Whalley, Tom Sheard en Freddie Dixon de RW 24 in de Junior TT. De RW had de experimentele schijfremmen van de RA.

### EW 350 Sport, EW 350 Standard, EW 350 Luxe, A 28, C 28
In 1926 verscheen de door Cyril Pullin ontworpen EW-serie, bestaande uit twee toermodellen en de EW Sport. Deze had nog de oude zijklepmotor, maar met aluminium zuigers, volledige kettingaandrijving en trommelremmen en kon met elektrische verlichting geleverd worden. De tank liep aan de achterkant schuin af, maar het was nog steeds een flattank. Het schakelmechanisme zat boven op de tank. De versnellingsbak zat achter de motor. De Sport onderscheidde zich van de andere EW-modellen door zijn voetsteunen. In 1928 veranderde de naam van de EW Sport in "A 28". De EW 350 Standard en EW 350 Luxe waren de nieuwe, door Cyril Pullin ontwikkelde drieversnellings toermotoren met koppeling. De C 28 was vergelijkbaar met de A 28, maar had afneembarencilinderkoppen en aluminium zuigers.

### TT Replica
Over de TT Replica is niet meer bekend dan dat het een kleinere versie was van de 500- en 600cc-TT Replica's. De machine wordt soms I.o.M.-Model genoemd en de machine zou alleen beschikbaar zijn geweest voor fabrieksrijders. In 1927 startte alleen Len Parker met een Douglas in de Junior TT. Hij was inderdaad fabrieksrijder.

### B 28, B 29, H 3, L 3, B 31 en B 32
De B 28 was een Colonial-Model (in verkooptermen: "Touring and Overseas"), bestemd voor de overzeese gebiedsdelen en daarom ook steviger uitgevoerd, met grotere spatborden en een zwaardere bagagedrager. Hij voldeed dan ook niet aan de 200 lbs gewichtslimiet van de andere modellen. De B 28 had de afneembare cilinderkoppen die de C 28 ook kreeg. De B 29 was de opvolger van de B 28 Colonial, maar nu met een zadeltank en een aluminium oliepan zonder kijkglas. De H 3 en de L 3 waren de opvolgers van de B 29, bestemd voor de koloniën. Ze hadden een met celluloid afgewerkte tank. De L 3 had treeplanken, de H 3 diepere spatborden, een groter vliegwiel en voetsteunen. Op aanvraag konden ze (voor het gebruik op zandwegen) voorzien worden van een versnellingsbak met een lagere gearing. Deze machines kregen ook een middenbok in plaats van een achterwielstandaard. De B 31 verving in 1931 de L3 en H3. Hij kreeg een verchroomde tank met Tartan-biezen. Een twist grip-gashandvat was standaard, maar men kon ook kiezen voor een gasmanette. In 1932 werd de motor herzien: de oliepan verviel en de olie zat weer in een apart deel van de benzinetank. De schakelpook zat door de rechter knee grip. Deze wijzigingen waren grotendeels het gevolg van de Grote Depressie en moesten kosten besparen. De B 32 kostte in 1932 slechts 41 pond, terwijl de B 29 in 1929 nog 51 pond had gekost.

### A 31, A 32 Terrier, Y 1 Cotswold, 5 Y.1 Cotswold en Aero 350
De A 31 had een verchroomde tank met voor het eerst de "Tartan" biezen. De versnellingspook zat verwerkt in de rechter knee grip. Om geld te besparen na de Grote Depressie kreeg de machine een dry-sump smeersysteem met een olieopslag in een afgescheiden deel van de brandstoftank. De machine heette in 1932, het enige jaar dan namen van hondenrassen werden gebruikt, "A 32 Terrier". In 1934 werd de productie hervat onder de typenaam "Y 1 Cotswold". De machine kreeg nu ook een verchroomde tank en Tartan-biezen en de motor was veranderd. In 1935 werd de naam "5 Y.1 Cotswold" en nu kreeg de machine een andere motor, gebaseerd op de 250cc-modellen van dat jaar, waarbij de boring en de slag niet veranderden. Wel kreeg de machine nieuwe cilinders en cilinderkoppen. In het laatste productiejaar van deze serie, 1936, heette de machine "Aero 350" als verwijzing naar de nieuwe eigenaar van het merk Douglas, de vliegtuigbouwer Bond Aircraft & Engineering.

### D 28, D 29 en K 32
De D 28 was een opmerkelijk afwijkende motorfiets in 1928. Het was een kopklepmotor, die op het carter van de (zijklep-)EW-motor was gebaseerd. In tegenstelling tot de andere kopkleppers, waarbij de stoterstangen boven het carter zaten, waren ze bij de D 28 aan de zijkant aangebracht. De bediening van de versnellingsbak gebeurde niet met een draaihendel boven de tank, maar met een hendel naast de voorste cilinder. De bougies zaten aan de linkerkant en de D 28 was nog een flattankmodel. De D 29 was identiek aan de D 28, maar met een zadeltank. De K 32 was de opvolger van de D 29. Ook deze machine kreeg een verchroomde tank met Tartan biezen. Ten opzichte van de D 29, die in 1930 en 1931 niet in de catalogus stond, waren de bougies verplaatst naar de rechterkant van de motor.

### L 29
De L 29 uit 1929 was een nieuw militair model, nu voorzien van een zadeltank.

## Technische gegevens
| Douglas                | OW                                                   | RW 24                                                | EW Sport                                             | EW Standard                                          | EW Luxe                                              | TT Replica                                           | A 28                                                 | B 28                                                 |               |
| ---------------------- | ---------------------------------------------------- | ---------------------------------------------------- | ---------------------------------------------------- | ---------------------------------------------------- | ---------------------------------------------------- | ---------------------------------------------------- | ---------------------------------------------------- | ---------------------------------------------------- | ------------- |
| Periode                | 1923-1926                                            | 1924                                                 | 1926-1927                                            | 1926-1927                                            | 1926-1927                                            | 1927-1929                                            | 1928                                                 | 1928                                                 |               |
| Categorie              | Sportmotor                                           | Fabrieksracer                                        | Sportmotor                                           | Toermotor                                            | Toermotor                                            | Clubmanracer                                         | Sportmotor                                           | Colonial                                             |               |
| Motortype              | Kopklep                                              | Kopklep                                              | Zijklep                                              | Zijklep                                              | Zijklep                                              | Kopklep                                              | Zijklep                                              | Zijklep                                              |               |
| Bouwwijze              | Luchtgekoelde dwarsgeplaatste tweecilinderboxermotor | Luchtgekoelde dwarsgeplaatste tweecilinderboxermotor | Luchtgekoelde dwarsgeplaatste tweecilinderboxermotor | Luchtgekoelde dwarsgeplaatste tweecilinderboxermotor | Luchtgekoelde dwarsgeplaatste tweecilinderboxermotor | Luchtgekoelde dwarsgeplaatste tweecilinderboxermotor | Luchtgekoelde dwarsgeplaatste tweecilinderboxermotor | Luchtgekoelde dwarsgeplaatste tweecilinderboxermotor |               |
| Boring                 | 57 mm                                                | 57 mm                                                | 60,8 mm                                              | 60,8 mm                                              | 60,8 mm                                              | 57 mm                                                | 60,8 mm                                              | 60,8 mm                                              |               |
| Slag                   | 68 mm                                                | 68 mm                                                | 60 mm                                                | 60 mm                                                | 60 mm                                                | 68 mm                                                | 60 mm                                                | 60 mm                                                |               |
| Cilinderinhoud         | 347 cc                                               | 347 cc                                               | 348,4 cc                                             | 348,4 cc                                             | 348,4 cc                                             | 347 cc                                               | 348,4 cc                                             | 348,4 cc                                             |               |
| Smeersysteem           | Wet-sumpsysteem                                      | Wet-sumpsysteem                                      | Wet-sumpsysteem                                      | Wet-sumpsysteem                                      | Wet-sumpsysteem                                      | Wet-sumpsysteem                                      | Wet-sumpsysteem                                      | Wet-sumpsysteem                                      |               |
| Primaire aandrijving   | Ketting                                              | Ketting                                              | Ketting                                              | Ketting                                              | Ketting                                              | Ketting                                              | Ketting                                              | Ketting                                              |               |
| Versnellingen          | 3                                                    | 3                                                    | 3                                                    | 3                                                    | 3                                                    | 3                                                    | 3                                                    | 3                                                    |               |
| Secundaire aandrijving | Ketting                                              | Ketting                                              | Ketting                                              | Ketting                                              | Ketting                                              | Ketting                                              | Ketting                                              | Ketting                                              |               |
| Rijwielgedeelte        | Dubbel wiegframe                                     | Dubbel wiegframe                                     | Enkel wiegframe                                      | Enkel wiegframe                                      | Enkel wiegframe                                      | Dubbel wiegframe                                     | Enkel wiegframe                                      | Enkel wiegframe                                      |               |
| Voorvork               | Schommelvork                                         | Schommelvork                                         | Schommelvork                                         | Schommelvork                                         | Schommelvork                                         | Schommelvork                                         | Schommelvork                                         | Schommelvork                                         |               |
| Achtervork             | Star achterframe                                     | Star achterframe                                     | Star achterframe                                     | Star achterframe                                     | Star achterframe                                     | Star achterframe                                     | Star achterframe                                     | Star achterframe                                     |               |
| Remmen                 | Velgrem voor, Dummy belt rim brake achter            | Trommelremmen                                        | Schijfrem voor, Trommelrem achter                    | Trommelremmen                                        | Trommelremmen                                        | Trommelremmen                                        | Trommelremmen                                        | Trommelremmen                                        | Trommelremmen |
| Voorganger             | Sport 2¾ HP                                          | Geen                                                 | OW                                                   | CW 26                                                | CW 26                                                | Geen                                                 | OW                                                   | Geen                                                 |               |
| Opvolger               | A 28                                                 | Geen                                                 | A 28                                                 | D 29                                                 | D 29                                                 | Geen                                                 | A 29                                                 | B 29                                                 |               |
|                        |                                                      |                                                      |                                                      |                                                      |                                                      |                                                      |                                                      |                                                      |               |
| Douglas                | C 28                                                 | D 28                                                 | A 29                                                 | B 29                                                 | D 29                                                 | L 29                                                 | H 3                                                  | L 3                                                  |               |
| Periode                | 1928                                                 | 1928                                                 | 1929                                                 | 1929                                                 | 1929                                                 | 1929                                                 | 1930                                                 | 1930                                                 |               |
| Categorie              | Sportmotor                                           | Sportmotor                                           | Sportmotor                                           | Colonial                                             | Toermotor                                            | Toermotor                                            | Colonial                                             | Colonial                                             |               |
| Motortype              | Zijklep                                              | Kopklep                                              | Zijklep                                              | Zijklep                                              | Kopklep                                              | Zijklep                                              | Zijklep                                              | Zijklep                                              |               |
| Bouwwijze              | Luchtgekoelde dwarsgeplaatste tweecilinderboxermotor | Luchtgekoelde dwarsgeplaatste tweecilinderboxermotor | Luchtgekoelde dwarsgeplaatste tweecilinderboxermotor | Luchtgekoelde dwarsgeplaatste tweecilinderboxermotor | Luchtgekoelde dwarsgeplaatste tweecilinderboxermotor | Luchtgekoelde dwarsgeplaatste tweecilinderboxermotor | Luchtgekoelde dwarsgeplaatste tweecilinderboxermotor | Luchtgekoelde dwarsgeplaatste tweecilinderboxermotor |               |
| Boring                 | 60,8 mm                                              | 60,8 mm                                              | 60,8 mm                                              | 60,8 mm                                              | 60,8 mm                                              | 60,8 mm                                              | 60,8 mm                                              | 60,8 mm                                              |               |
| Slag                   | 60 mm                                                | 60 mm                                                | 60 mm                                                | 60 mm                                                | 60 mm                                                | 60 mm                                                | 60 mm                                                | 60 mm                                                |               |
| Cilinderinhoud         | 348,4 cc                                             | 348,4 cc                                             | 348,4 cc                                             | 348,4 cc                                             | 348,4 cc                                             | 348,4 cc                                             | 348,4 cc                                             | 348,4 cc                                             |               |
| Smeersysteem           | Wet-sumpsysteem                                      | Wet-sumpsysteem                                      | Wet-sumpsysteem                                      | Wet-sumpsysteem                                      | Wet-sumpsysteem                                      | Wet-sumpsysteem                                      | Wet-sumpsysteem                                      | Wet-sumpsysteem                                      |               |
| Primaire aandrijving   | Ketting                                              | Ketting                                              | Ketting                                              | Ketting                                              | Ketting                                              | Ketting                                              | Ketting                                              | Ketting                                              |               |
| Versnellingen          | 3                                                    | 3                                                    | 3                                                    | 3                                                    | 3                                                    | 3                                                    | 3                                                    | 3                                                    |               |
| Secundaire aandrijving | Ketting                                              | Ketting                                              | Ketting                                              | Ketting                                              | Ketting                                              | Ketting                                              | Ketting                                              | Ketting                                              |               |
| Rijwielgedeelte        | Enkel wiegframe                                      | Enkel wiegframe                                      | Enkel wiegframe                                      | Enkel wiegframe                                      | Enkel wiegframe                                      | Enkel wiegframe                                      | Enkel wiegframe                                      | Enkel wiegframe                                      |               |
| Voorvork               | Schommelvork                                         | Schommelvork                                         | Schommelvork                                         | Schommelvork                                         | Schommelvork                                         | Schommelvork                                         | Schommelvork                                         | Schommelvork                                         |               |
| Achtervork             | Star achterframe                                     | Star achterframe                                     | Star achterframe                                     | Star achterframe                                     | Star achterframe                                     | Star achterframe                                     | Star achterframe                                     | Star achterframe                                     |               |
| Remmen                 | Trommelremmen                                        | Trommelremmen                                        | Trommelremmen                                        | Trommelremmen                                        | Trommelremmen                                        | Trommelremmen                                        | Trommelremmen                                        | Trommelremmen                                        |               |
| Voorganger             | EW Sport                                             | OW                                                   | A 28                                                 | B 28                                                 | D 28                                                 | Geen                                                 | B 29                                                 | B 29                                                 |               |
| Opvolger               | Geen                                                 | D 29                                                 | Geen                                                 | H3/L3                                                | K 32                                                 | Geen                                                 | Geen                                                 | Geen                                                 |               |
|                        |                                                      |                                                      |                                                      |                                                      |                                                      |                                                      |                                                      |                                                      |               |
| Douglas                | A 31                                                 | B 31                                                 | A 32 Terrier                                         | B 32                                                 | K 32                                                 | Y1 Cotswold                                          | 5Y.1 Cotswold                                        | Aero 350                                             |               |
| Periode                | 1931                                                 | 1931                                                 | 1932                                                 | 1932                                                 | 1932                                                 | 1934                                                 | 1935                                                 | 1936                                                 |               |
| Categorie              | Toermotor                                            | Colonial                                             | Toermotor                                            | Colonial                                             | Toermotor                                            | Toermotor                                            | Toermotor                                            | Toermotor                                            |               |
| Motortype              | Zijklep                                              | Zijklep                                              | Zijklep                                              | Zijklep                                              | Kopklep                                              | Zijklep                                              | Zijklep                                              | Zijklep                                              |               |
| Bouwwijze              | Luchtgekoelde dwarsgeplaatste tweecilinderboxermotor | Luchtgekoelde dwarsgeplaatste tweecilinderboxermotor | Luchtgekoelde dwarsgeplaatste tweecilinderboxermotor | Luchtgekoelde dwarsgeplaatste tweecilinderboxermotor | Luchtgekoelde dwarsgeplaatste tweecilinderboxermotor | Luchtgekoelde dwarsgeplaatste tweecilinderboxermotor | Luchtgekoelde dwarsgeplaatste tweecilinderboxermotor | Luchtgekoelde dwarsgeplaatste tweecilinderboxermotor |               |
| Boring                 | 60,8 mm                                              | 60,8 mm                                              | 60,8 mm                                              | 60,8 mm                                              | 60,8 mm                                              | 60,8 mm                                              | 60,8 mm                                              | 60,8 mm                                              |               |
| Slag                   | 60 mm                                                | 60 mm                                                | 60 mm                                                | 60 mm                                                | 60 mm                                                | 60 mm                                                | 60 mm                                                | 60 mm                                                |               |
| Cilinderinhoud         | 348,4 cc                                             | 348,4 cc                                             | 348,4 cc                                             | 348,4 cc                                             | 348,4 cc                                             | 348,4 cc                                             | 348,4 cc                                             | 348,4 cc                                             |               |
| Carburateur(s)         | A 31                                                 | B 31                                                 |                                                      |                                                      |                                                      |                                                      |                                                      |                                                      |               |
| Smeersysteem           | Dry-sumpsysteem                                      | Dry-sumpsysteem                                      | Dry-sumpsysteem                                      | Dry-sumpsysteem                                      | Dry-sumpsysteem                                      | Dry-sumpsysteem                                      | Dry-sumpsysteem                                      | Dry-sumpsysteem                                      |               |
| Primaire aandrijving   | Ketting                                              | Ketting                                              | Ketting                                              | Ketting                                              | Ketting                                              | Ketting                                              | Ketting                                              | Ketting                                              |               |
| Versnellingen          | 3                                                    | 3                                                    | 3                                                    | 3                                                    | 3                                                    | 3                                                    | 3                                                    | 3                                                    |               |
| Secundaire aandrijving | Ketting                                              | Ketting                                              | Ketting                                              | Ketting                                              | Ketting                                              | Ketting                                              | Ketting                                              | Ketting                                              |               |
| Rijwielgedeelte        | Enkel wiegframe                                      | Enkel wiegframe                                      | Enkel wiegframe                                      | Enkel wiegframe                                      | Enkel wiegframe                                      | Enkel wiegframe                                      | Enkel wiegframe                                      | Enkel wiegframe                                      |               |
| Voorvork               | Girder                                               | Girder                                               | Girder                                               | Girder                                               | Girder                                               | Girder                                               | Girder                                               | Girder                                               |               |
| Achtervork             | Star achterframe                                     | Star achterframe                                     | Star achterframe                                     | Star achterframe                                     | Star achterframe                                     | Star achterframe                                     | Star achterframe                                     | Star achterframe                                     |               |
| Remmen                 | Trommelremmen                                        | Trommelremmen                                        | Trommelremmen                                        | Trommelremmen                                        | Trommelremmen                                        | Trommelremmen                                        | Trommelremmen                                        | Trommelremmen                                        |               |
| Voorganger             | Geen                                                 | L3/H3                                                | A 31                                                 | B 31                                                 | D 29                                                 | A 32 Terrier                                         | Y1 Cotswold                                          | 5Y.1 Cotswold                                        |               |
| Opvolger               | A 32 Terrier                                         | B 32                                                 | Y1 Cotswold                                          | Geen                                                 | Geen                                                 | 5Y.1 Cotswold                                        | Aero 500                                             | Aero Geen                                            |               |